# Amyema halconensis
Amyema halconensis är en tvåhjärtbladig växtart som först beskrevs av Elmer Drew Merrill, och fick sitt nu gällande namn av Danser. Amyema halconensis ingår i släktet Amyema och familjen Loranthaceae. Inga underarter finns listade i Catalogue of Life.